# Salurnis formosana
Salurnis formosana är en insektsart som beskrevs av Jacobi 1944. Salurnis formosana ingår i släktet Salurnis och familjen Flatidae. Inga underarter finns listade i Catalogue of Life.